# Vivian Fernández García
Vivian Fernández García (5 de marzo de 1954, La Habana, Cuba) es una filántropa nicaragüense, conocida por su nombre de casada como Vivian Pellas. Sobrevivió en 1989 a un accidente aéreo, fundadora, presidente directora ejecutiva de APROQUEN (Asociación Pro Niños Quemados de Nicaragua), en 2004 construye la Unidad de Quemados del Hospital Metropolitano Vivian Pellas (HMVP).

## Biografía
Hija de una familia acomodada de origen cubano. En 1961, siendo una niña con siete años, llegó a Nicaragua junto a sus padres: Lidia García y José Fernández de la Torre, quienes huían del gobierno de Fidel Castro.
Estudió en el Colegio Americano Nicaragüense, e inició la Universidad en Nicaragua para continuar luego en Miami. Estudió arte dos años y luego estuvo en la carrera de humanidades e historia. Se casó en 1976 con Carlos Pellas, miembro de una de las familias más acaudaladas del país.
Los esposos Pellas tuvieron tres hijos, Carlos, Eduardo y Vivian Vanessa Pellas Fernández.

## El accidente
El 21 de octubre de 1989, Vivian Pellas y su esposo Carlos, tuvieron un grave accidente aéreo. De hecho, ha sido la mayor catástrofe aérea que ha sufrido Centroamérica. Carlos y Vivian se dirigían desde Managua, Nicaragua a Miami en un Boeing 727 de la aerolínea hondureña SAHSA. Aunque nunca viajaban juntos precisamente por temor a un accidente, ese día lo hicieron por un imprevisto. Ambos estaban en la sexta fila. El avión hacía escala en Tegucigalpa, pero poco antes de llegar a este aeropuerto el aparato se estrelló en el Cerro de Hula, Honduras.
Solo unas cifras hablan por sí solas de la dimensión de la tragedia: de 158 pasajeros solo sobrevivieron 10, entre ellos Carlos y su esposa Vivian. A pesar de tener una gran parte de su cuerpo quemado, a pocas horas de la catástrofe Vivian le manifestó a su padre la idea de construir un hospital para niños quemados.
Las secuelas fueron importantes. A Vivian hubo que reconstruirle el rostro. Sufrió 62 fracturas, más de 20 cirugías y casi dos años de recuperación. Carlos perdió las falanges de sus cuatro dedos de la mano izquierda- lleva prótesis- y sufrió varias quemaduras en la mano y brazo derecho.

## APROQUEN
Pellas funda la Asociación Pro Niños Quemados de Nicaragua (APROQUEN) en 1991 como una organización sin ánimo de lucro para brindar servicios médicos de manera gratuita a los niños quemados de escasos recursos menores de 15 años de edad en Nicaragua y América Central. 
En 1993 se rediseña y se dota la primera sala de atención a los niños quemados del país en el Hospital Fernando Vélez Páiz de la ciudad de Managua, donde se brinda atención de moderada complejidad durante 11 años. 
En abril de 2002 creó la fundación The Burned Children Care Foundation en la ciudad de Miami, con el propósito de intercambiar experiencias con diferentes entidades y canalizar donaciones en dinero y especies en los Estados Unidos.
En junio de 2004 se construye, equipa y administra su propia Unidad de Quemados con estándares de calidad internacional, adjunta al Hospital Metropolitano Vivian Pellas.

## Premios
El Fondo de las Naciones Unidas para la Infancia (UNICEF) le otorgó un premio en 2006 y también recibió la Gran Cruz Pro Mérito Malitensi, otorgada por la Asociación Nicaragüense de los Caballeros de la Soberana y Militar Orden de Malta.